# Александар Глазунов
Александар Константинович Глазунов (рус. Алекса́ндр Константи́нович Глазуно́в; Санкт Петербург, 10. августа 1865 — Париз, 21. марта 1936), руски композитор и диригент.
Био је професор Петроградског конзерваторијума. Директор Санктпетербуршког конзерваторијума је био 1905. године. Од 1928. године живео је у Паризу. Најзначајнија је личност међу композиторима окупљених око Римског-Корсаковог, односно Бељајевског круга.
Првенствено је инструментални музичар, усавршио је руску симфонијску музику, у коју је унео могућности полифоног обликовања, потпунију углађеност форме и монументалност фактура (називан „руски Брамс“). Допринео је и даљем изграђивању руске концертне, коморне, клавирске музике и балета.
Дела:
- 8 симфонија;
- 4 симфонијске пјесме: „Кремљ“, „Стењка Разин";
- 5 увертира; суите;
- фантазије: „Море";
- балети: „Рајмонда“, „Љубавна лирика“, „Годишње доба";
- сценска музика; кантате; зборови.